# Peace People

Peace People (PP, aussi connu comme Community of the Peace People, Northern Ireland Peace People, Women's Peace Movement) est un mouvement pacifiste pendant le conflit nord-irlandais.
En août 1976, un membre de l'IRA provisoire est abattu à Belfast par l'armée britannique au volant de sa voiture. Son véhicule, hors de contrôle, écrase trois enfants (Joanne, 9 ans, John, 2 ans et Andrew, 6 semaines, Maguire). À la suite de cet événement, la tante de ces enfants, Mairead Corrigan, Ciaran McKeown et Betty Williams lancent un mouvement pacifiste, le Peace People,. Mairead Corrigan et Betty Williams reçoivent le Prix Nobel de la paix 1976 le 10 décembre 1977.
Peace People organise différentes activités destinées aux jeunes.